# Марцін Колюш
Марцін Колюш (пол. Marcin Kolusz; народився 18 січня 1985 у м. Ліманова, Польща) — польський хокеїст, центральний нападник. Виступає за ГКС (Тихи) у Польській Екстралізі. 
Виступав за команди: «Подгале» (Новий Тарг), «Ванкувер Джаєнтс», «Оцеларжи», «Гавіржов Пантерс», «Єстжабі» (Простєйов), ХК «Попрад», «Подгале» (Новий Тарг), КХ Сянок, КТХ Криниця.
У складі національної збірної Польщі провів 65 матчів (12 голів); учасник чемпіонатів світу 2005 (дивізіон I), 2006 (дивізіон I), 2007 (дивізіон I), 2008 (дивізіон I), 2009 (дивізіон I), 2010 (дивізіон I) і 2011 (дивізіон I). У складі молодіжної збірної Польщі учасник чемпіонатів світу 2004 (дивізіон II) і 2005 (дивізіон I). У складі юніорської збірної Польщі учасник чемпіонатів світу 2002 (дивізіон II) і 2003 (дивізіон I). 
Чемпіон Польщі (2010). Володар Кубка Польщі (2005).